# José Maria Brás Martins
José Maria Brás Martins, ou Braz Martins (Lisboa, 3 de fevereiro 1823 — Lisboa, 17 de novembro de 1872) foi um ator, encenador, dramaturgo, escritor e desenhista português.

## Biografia
Estreou-se como ator a 16 de maio de 1846, na inauguração do Teatro Gymnasio, na peça Paquita de Veneza ou Os fabricantes da moeda falsa, de César Perini de Lucca, juntamente com o Actor Taborda. Em outubro de 1855 é escriturado como ensaiador do Teatro D. Fernando, lugar do qual se demitiu em maio de 1856. Naquele teatro, como ator, participou nas peças Camões e o Jão, drama de Barreto Saldanha (18 de janeiro de 1856), onde contracenou com José Carlos dos Santos e em O rei e o eremita, tradução da sua autoria, extraída do romance Notre-Dame de Paris de Victor Hugo (fevereiro de 1856), onde representou o personagem "eremita São Francisco de Paula", ao lado de Santos, Ana Cardoso, Emília Cândida e António José Brêa.

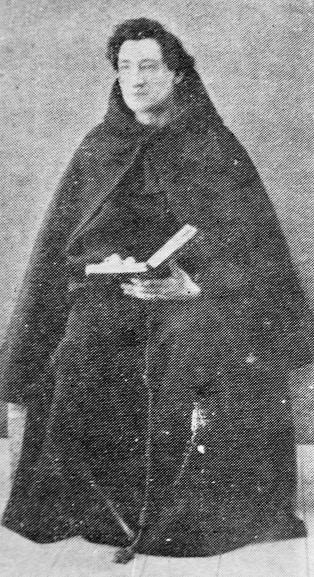
Retrato fotográfico do ator Braz Martins interpretando o personagem "São Francisco de Paula" (Biblioteca-Arquivo do Teatro Nacional D. Maria II, 1856).

Na época de 1867/1868 entra para o Teatro Nacional D. Maria II, onde se destacou em Dois por um (28 de junho de 1868), representando o personagem do velho milionário "Afonso de Alpoim". De regresso ao Gymnasio, participou da peça A abolição da pena de morte, de Francisco Leite Bastos (18 de janeiro de 1872), onde representou o personagem "Cura d'Aldeia", ao lado de Joaquim de Almeida. Participou ainda nas comédias O diabo atrás da porta... (13 de abril e 24 de julho de 1872), ao lado do Actor Vale e Eduardo Brazão e O afilhado do Marquês, de José Guilherme dos Santos Lima (18 de setembro de 1872), ao lado de Emília das Neves, Luísa Cândida e Carlos de Almeida. Fez também temporadas no Porto e, ocasionalmente, apresentou no Teatro da Trindade.
Foi autor das seguintes peças teatrais: Fernando ou o Juramento (13 de junho de 1846); A enjeitada (drama em 2 atos, 23 de julho de 1846); Os dois amigos (2 de agosto de 1846); Margarida (18 de outubro de 1846); As costureiras (16 de fevereiro de 1847); Não foi ao jardim? (31 de agosto de 1849); Quatro cães a um osso (5 de outubro de 1849); Um marido solteiro (1 de fevereiro de 1851); Festejo dum noivado (revista em 3 atos, 1 de janeiro de 1852), O evangelho em acção (junho de 1870), Os dois seminaristas, Bons frutos de ruim árvore, Abençoada diabrura!, Era inocente, Vou para a Califórnia, Gabriel e Lusbel ou o Taumaturgo e Santo António.
Deixou também no seu espólio, variadas gravuras panorâmicas em desenho.
A propósito do seu falecimento, o periódico Diário Illustrado, publicou o seguinte artigo, na edição de 19 de novembro de 1872: "Menos bem informados quando ante-hontem davamos noticia de ter sido ungido o desditoso actor-auctor, Braz Martins, já o infeliz tinha dado a alma ao Creador! Bastante nos contristou quando o soubemos, mas já era tarde para noticiarmos o fatal acontecimento, pro estar muito adiantada a tiragem do jornal. Era Braz Martins homem de talento e de muito estudo, o que bastante provou, não só nas suas producções como auctor dramatico, mas também pela maneira por que interpretava os papeis de que se incunbia, tanto nos da sua composição como n'aquelles que lhe eram distribuidos de producções alheias. Eram 5 horas da tarde de hontem quando chegou ao Cemitério dos Prazeres o prestito do finado actor e entre a numerosa concorrencia que o acompanhou à sua ultima morada, achavam-se os srs. Francisco Palha, António Ennes, Gervásio Lobato, Alfredo de Mello, Baptista Machado, Silva Vieira, Raphael Bordallo, Ferreira de Mesquita e Rangel de Lima; actores Santos, Polla, Brandão, Ribeiro, Queiroz, Taborda, Isidoro, Abel, António Pedro, Álvaro e outros muitos de quem não nos lembra os nomes. Aos cordões do caixão seguravam as actrizes Emília dos Anjos, Elisa, Carolina e Maria Adelaide. A actriz Maria das Dôres offereceu ao seu finado collega uma linda corôa de flôres que ia collocada sobre o caixão. Depois das cerimonias do estylo foi o corpo depositado no jazigo dos actores portugueses."

### Vida pessoal
Nasceu na extinta freguesia de São João da Praça, na rua do mesmo nome, em Lisboa, filho de José Joaquim Martins, natural de São João do Campo e de sua esposa, Mariana Narcisa de Jesus Martins, natural da mesma freguesia do filho. Com apenas 5 meses de idade, fica órfão de pai, pelo falecimento deste no naufrágio do Paquete Lusitano. Às 3 horas da madrugada do dia 10 de julho de 1823, o Lusitano zarpou do Porto em direção a Lisboa. Fez escala na Figueira da Foz, para carregar passageiros, retomando a viagem pelas 17 horas. À noite, caiu um denso nevoeiro e uma contra corrente marítima arrastou o barco até ao Cabo Rendido, próximo da praia de Cambelas, na Ericeira, à época parte do concelho de Torres Vedras, onde naufragaria pelas 3 horas e 30 minutos do dia 11, tendo falecido cerca de 60 tripulantes, dos quais fazia parte o seu pai. A mãe casou novamente, com Joaquim José Lisboa, em 1825.
Casou muito jovem, com apenas 18 anos de idade, a 20 de fevereiro de 1841, na Igreja de São João da Praça, em Lisboa, com Gertrudes Magna, natural do Sobral da Abelheira, filha de Bernardo Lopes e de sua esposa, Maria Teresa, tendo dois filhos.
Residiu, durante muitos anos, no número 21 da Rua do Norte, na freguesia da Encarnação, em Lisboa, onde faleceu, sendo-lhe administrado o Sacramento da Penitência.

## Obras
- Tributo Saudoso à memória do Senhor Rei Dom Pedro V no anniversario da sua morte (1863)[12]